# Norichio Nieveld
Norichio Nieveld est un footballeur néerlandais, né le 5 août 1984 à Schiedam aux Pays-Bas. Il évolue actuellement au TOP Oss comme stoppeur.

## Palmarès
Néant